# IC 727
IC 727 је спирална галаксија у сазвјежђу Лав која се налази на листи објеката дубоког неба у Индекс каталогу.
Деклинација објекта је + 10° 47' 0" а ректасцензија 11h 44m 28,7s. Привидна величина (магнитуда) објекта IC 727 износи 14,2 а фотографска магнитуда 15,0. IC 727 је још познат и под ознакама UGC 6715, MCG 2-30-25, CGCG 68-50, FGC 1300, PGC 36536.